# Alfred Russel Wallace
Alfred Russel Wallace (Llanbadoc, 8. siječnja 1823. - Broadstone, Dorset, 7. studenog 1913.) bio je engleski prirodoslovac, istraživač, geograf, antropolog, biolog i ilustrator.
Nezavisno je osmislio teoriju evolucije putem prirodne selekcije. Njegov rad iz 1858. o toj temi objavljen je te godine zajedno s izvatcima iz ranijih spisa Charlesa Darwina o toj temi. To je potaknulo Darwina da ostavi po strani „veliku knjigu o vrstama” koju je pripremao i brzo napiše njen sažetak, koji je objavljen 1859. pod nazivom „O podrijetlu vrsta”.
Wallace je obavio opsežan terenski rad, počevši od sliva rijeke Amazone. Potom je obavio terenski rad na Malajskom arhipelagu, gdje je identificirao faunističku razdjelnicu koja se danas naziva Wallaceova crta, koja dijeli indonezijski arhipelag na dva različita dijela: zapadni dio u kojem su životinje uglavnom azijskog podrijetla i istočni dio gdje fauna odražava Australaziju. Smatran je vodećim stručnjakom 19. stoljeća za zemljopisnu distribuciju životinjskih vrsta, a ponekad se naziva i „ocem biogeografije”, točnije zoogeografije.
Wallace je bio jedan od vodećih evolucijskih mislilaca 19. stoljeća, radeći na upozoravajućoj boji kod životinja i pojačanju (ponekad poznatom kao Wallaceov efekt), načinu na koji prirodna selekcija može pridonijeti specijaciji potičući razvoj prepreka protiv hibridizacije. Wallaceova knjiga „Mjesto čovjeka u svemiru” iz 1904. bila je prvi ozbiljan pokušaj biologa da procijeni vjerojatnost života na drugim planetima. Bio je jedan od prvih znanstvenika koji je napisao ozbiljno istraživanje o tome postoji li život na Marsu.
Osim znanstvenog rada, bio je društveni aktivist, kritičan prema onom što je smatrao nepravednim društvenim i ekonomskim sustavom u Britaniji 19. stoljeća. Njegovo zagovaranje spiritualizma i njegovo vjerovanje u nematerijalno podrijetlo viših mentalnih sposobnosti ljudi zategli su njegov odnos s drugim znanstvenicima. Bio je jedan od prvih istaknutih znanstvenika koji je izrazio zabrinutost zbog utjecaja ljudskih aktivnosti na okoliš. Pisao je plodno i o znanstvenim i društvenim pitanjima; njegov izvještaj o njegovim pustolovinama i zapažanjima tijekom istraživanja jugoistočne Azije, Malajskog arhipelaga, prvi je put objavljen 1869. I dalje je popularan i visoko cijenjen.